# Zigmas Toliušis
Zigmas Toliušis, Pseudonym: Rigutis (* 1889 in Miliušiai; † 14. September 1971) war ein litauischer Rechtsanwalt und Vorsitzender der Rechtsanwaltskammer Litauens.

## Leben
Toliušas arbeitete als Rechtsanwalt in Kaunas. Von 1922 bis 1927 war er Mitglied des Seimas, leitete die Fraktion von Valstiečiai liaudininkai (im 3. Seimas von 1926 bis 1927). In der ersten Bolschewikzeit wurde er festgenommen und gelang ins Gefängnis, nach dem Zweiten Weltkrieg (1951) nach Sibirien vertrieben, von wo er aber 1955 zurückkehrte.
Ab Juli 1941 leitete er die Sowjetlitauische Anwaltskammer. Er war Mitglied von Lietuvos teisininkų draugija.
Toliušas starb 1971.

## Bibliografie
- Atsiminimai ir apybraižos. T. 1-5, (1943–1959, autogr. ir mašinr.);
- Mano gyvenimo kelias (1948);
- Mano amžininkai (1953);
- Mykolas Krupavičius (1953);
- Atsiminimai apie advokatus (1949);
- Apie Vienuolį (1957).